# コールドウェル (DD-69)
|          |                                                                               |
| 艦歴     |                                                                               |
| 発注     |                                                                               |
| 起工     | 1916年12月9日                                                                 |
| 進水     | 1917年7月10日                                                                 |
| 就役     | 1917年12月1日                                                                 |
| 退役     | 1922年6月27日                                                                 |
| その後   | スクラップとして廃棄                                                          |
| 除籍     | 1936年1月7日                                                                  |
| 性能諸元 |                                                                               |
| 排水量   | 1,020トン（基準） 1,125トン（満載）                                           |
| 全長     | 308' (93.88 m) 水線長 315 ft 6 in (96.2 m) 全長                               |
| 全幅     | 31 ft 3 in (9.52 m)                                                           |
| 吃水     | 8' (2.44 m), 11 ft 6 in (3.5 m) max                                           |
| 機関     | ソーニクロフト重油専焼缶、パーソンズ式ギアード・タービン、2軸推進、20,000 shp |
| 最大速   | 35ノット (65 km/h)                                                            |
| 乗員     | 士官、兵員146名                                                               |
| 兵装     | 4インチ砲4門 1ポンド砲1門 21インチ魚雷発射管12門                              |

コールドウェル (USS Caldwell, DD-69) は、アメリカ海軍の駆逐艦。コールドウェル級駆逐艦のネームシップ。艦名はジェームズ・R・コールドウェル大尉に因む。

## 艦歴
コールドウェルは1916年12月9日にメア・アイランド海軍造船所で起工した。1917年7月10日にC・コールドウェルによって命名、進水し、1917年12月1日に艦長B・マッカンドレス少佐の指揮下就役した。
大西洋艦隊への配属を命じられたコールドウェルは1918年1月8日にバージニア州ノーフォークに到着し、3月5日にアイルランドのクイーンズタウンに到着した。コールドウェルは哨戒および船団護衛任務に従事したが、その任務はドイツ潜水艦に対抗するための緊急の海中聴音装置の研究実験支援で中断された。第一次世界大戦が終了すると、コールドウェルは地上部隊をフランスのブレストに運び、そこでヴェルサイユ会議に向かうウッドロウ・ウィルソン大統領を乗せた輸送船ジョージ・ワシントン (SS George Washington) の護衛に加わった。
コールドウェルは帰国すると大西洋艦隊駆逐艦隊ノーフォーク分艦隊に加わり、第3駆逐戦隊と共に1919年まで東海岸沿いに活動した。1920年8月に予備役に置かれ、限定就役状態でサウスカロライナ州チャールストン、ロードアイランド州ニューポートで活動した。
コールドウェルはフィラデルフィア海軍造船所で1922年6月27日に退役し、1936年6月30日にスクラップとして売却された。